# 히가시네시
히가시네시(일본어: 東根市)는 일본 야마가타현 중부에 있는 시이다. 메이지 시대 이전에는 데와국(이후의 우젠국) 무라야마군에 속했다.
무라야마 지방 북부의 기타무라야마에 위치하고 북쪽은 무라야마시, 남쪽은 덴도시와 접하며 동쪽의 오우산맥을 넘으면 미야기현 센다이시이다. 앵두나 사과 등 과수 재배가 번성하여 과수 왕국으로 일본 전역에 알려져 있으며 앵두 생산량은 일본 제일이다.

## 지리
야마가타 분지 북부에 위치하고 야마가타 분지에서 최대인 미다레가와 선상지의 선단에 시가지가 있다. 시 동부에는 오우산맥이 있어 시의 동쪽은 산지이다. 특히 북동부에는 구로부시산, 고쇼산이 있고 고쇼산 현립 자연공원이 놓여 있다. 서부는 모가미강의 하천 부근을 시 경계로 해 크고 작은 하천이 동쪽에서 서쪽으로 흐르는 평지가 있다.
시가지는 평지부를 남북으로 가로지르는 오우 본선을 따라서 분산되어 있다. 시 남서부에는 야마가타 공항이 있다.

### 인접한 자치체
- 야마가타현
  - 야마가타시
  - 덴도시
  - 오바나자와시
  - 무라야마시
  - 니시무라야마군 가호쿠정

- 미야기현
  - 센다이시(아오바구, 다이하쿠구)

## 역사
히가시네시의 충적평야에는 유적이 많이 남아 있으며 고대부터 사람이 살고 있었다. 센고쿠 시대에는 처음에는 덴도씨가 지배했고 이후 모가미 요시아키를 섬기는 국인 히가시네씨가 지배했다. 현재의 히가시네 초등학교를 중심으로 한 장소에 히가시네성(오다지마성)이 존재했다. 에도 시대에는 요네키쓰씨 나카토로번에 의해 나카토로 진야가 놓였다.
- 1954년 8월 1일 - 기타무라야마군 히가시네정, 도고촌, 다카사키촌, 오토미촌, 오다시마촌, 나가토로촌이 합병해 히가시네정이 되었다.
- 1958년 11월 3일 - 기타무라야마군 히가시네정이 히가시네시가 되었다.

## 교통

### 공항
- 야마가타 공항

### 철도
- 동일본 여객철도
  - 오우 본선(야마가타선)
  - 오우 본선(야마가타 신칸센)

### 도로
- 도호쿠 중앙 자동차도
- 국도 13호선
- 국도 48호선
- 국도 287호선

## 인구
| 연도 | 인구   | ±%     |
| ---- | ------ | ------ |
| 1920 | 25,059 | —      |
| 1930 | 28,626 | +14.2% |
| 1940 | 30,257 | +5.7%  |
| 1950 | 42,767 | +41.3% |
| 1960 | 40,917 | −4.3%  |
| 1970 | 39,113 | −4.4%  |
| 1980 | 40,559 | +3.7%  |
| 1990 | 42,751 | +5.4%  |
| 2000 | 44,800 | +4.8%  |
| 2010 | 46,414 | +3.6%  |
| 2020 | 47,682 | +2.7%  |

|                                                | |
| 히가시네시의 전국의 연령별 인구 분포（2005년） | 히가시네시의 연령·남녀별 인구 분포（2005년）                                                                           |
| ■자주색 ― 히가시네시 ■녹색 ― 일본전국          | ■파랑색 ― 남자 ■빨간색 ― 여자                                                                                          |
| · 히가시네시（에 해당되는 지역）의 인구추이    | |
| 일본 총무성 통계국 국세조사 결과               | |
|                                                | 기술적 문제로 인해 그래프를 일시적으로 사용할 수 없습니다. 파브리케이터와 미디어위키 위키에 더 자세한 정보가 있습니다. |

## 기후
| 히가시네시의 기후                                            | 히가시네시의 기후 | 히가시네시의 기후 | 히가시네시의 기후 | 히가시네시의 기후 | 히가시네시의 기후 | 히가시네시의 기후 | 히가시네시의 기후 | 히가시네시의 기후 | 히가시네시의 기후 | 히가시네시의 기후 | 히가시네시의 기후 | 히가시네시의 기후 | 히가시네시의 기후 |
| 월                                                           | 1월               | 2월               | 3월               | 4월               | 5월               | 6월               | 7월               | 8월               | 9월               | 10월              | 11월              | 12월              | 연간              |
| ------------------------------------------------------------ | ----------------- | ----------------- | ----------------- | ----------------- | ----------------- | ----------------- | ----------------- | ----------------- | ----------------- | ----------------- | ----------------- | ----------------- | ----------------- |
| 역대 최고 기온 °C (°F)                                       | 11.9 (53.4)       | 13.6 (56.5)       | 22.3 (72.1)       | 29.1 (84.4)       | 33.5 (92.3)       | 37.0 (98.6)       | 37.0 (98.6)       | 36.8 (98.2)       | 36.7 (98.1)       | 30.3 (86.5)       | 23.7 (74.7)       | 18.0 (64.4)       | 37.0 (98.6)       |
| 일평균 최고 기온 °C (°F)                                     | 2.3 (36.1)        | 3.5 (38.3)        | 8.3 (46.9)        | 15.7 (60.3)       | 22.3 (72.1)       | 26.0 (78.8)       | 28.4 (83.1)       | 30.2 (86.4)       | 26.0 (78.8)       | 19.3 (66.7)       | 12.3 (54.1)       | 5.4 (41.7)        | 16.6 (61.9)       |
| 일일 평균 기온 °C (°F)                                       | −1.1 (30.0)       | −0.5 (31.1)       | 3.1 (37.6)        | 9.0 (48.2)        | 15.5 (59.9)       | 20.0 (68.0)       | 23.3 (73.9)       | 24.7 (76.5)       | 20.5 (68.9)       | 13.4 (56.1)       | 7.0 (44.6)        | 1.6 (34.9)        | 11.4 (52.5)       |
| 일평균 최저 기온 °C (°F)                                     | −5.3 (22.5)       | −5.0 (23.0)       | −2.1 (28.2)       | 2.5 (36.5)        | 8.7 (47.7)        | 14.4 (57.9)       | 19.2 (66.6)       | 20.2 (68.4)       | 15.7 (60.3)       | 7.9 (46.2)        | 2.1 (35.8)        | −2.3 (27.9)       | 6.3 (43.4)        |
| 역대 최저 기온 °C (°F)                                       | −15.0 (5.0)       | −14.2 (6.4)       | −10.7 (12.7)      | −5.7 (21.7)       | −0.2 (31.6)       | 4.9 (40.8)        | 10.1 (50.2)       | 11.5 (52.7)       | 4.9 (40.8)        | −0.7 (30.7)       | −5.8 (21.6)       | −12.2 (10.0)      | −15.0 (5.0)       |
| 평균 강수량 mm (인치)                                        | 90.4 (3.56)       | 53.1 (2.09)       | 61.6 (2.43)       | 59.7 (2.35)       | 63.4 (2.50)       | 86.1 (3.39)       | 162.3 (6.39)      | 123.1 (4.85)      | 100.3 (3.95)      | 96.0 (3.78)       | 80.8 (3.18)       | 111.3 (4.38)      | 1,088.2 (42.84)   |
| 평균 강수일수 (≥ 1.0 mm)                                     | 16.6              | 12.8              | 12.2              | 9.7               | 8.5               | 8.5               | 13.2              | 10.4              | 9.7               | 10.5              | 13.7              | 17.3              | 143.1             |
| 출처: 일본 기상청 (평년값: 2003년~2020년, 극값: 2003년~현재) |                   |                   |                   |                   |                   |                   |                   |                   |                   |                   |                   |                   |                   |

## 자매 도시
- 일본 도쿄도 주오구
- 일본 홋카이도 신토쿠정